# Irlanda ai Giochi della XXVIII Olimpiade
L'Irlanda partecipò ai Giochi della XXVIII Olimpiade, svoltisi ad Atene, Grecia, dal 13 al 29 agosto 2004, con una delegazione di 46 atleti impegnati in nove discipline.

## Delegazione
| Sport            | Uomini | Donne | Totale |
| ---------------- | ------ | ----- | ------ |
| Atletica leggera | 6      | 5     | 11     |
| Canoa/kayak      | 1      | 1     | 2      |
| Canottaggio      | 6      | -     | 6      |
| Ciclismo         | 3      | 1     | 4      |
| Equitazione      | 5      | 5     | 10     |
| Nuoto            | 1      | 1     | 2      |
| Pugilato         | 1      | -     | 1      |
| Tiro             | 1      | -     | 1      |
| Vela             | 8      | 1     | 9      |
| Totale           | 32     | 14    | 46     |

## Risultati

### Atletica leggera
| Q | Qualificato al turno successivo per la Classifica in qualificazione                                                          |
| q | Qualificato per il turno successivo per ripescaggio o, negli eventi su campo, conquistando la misura minima per qualificarsi |

Maschile
Eventi su pista e strada
| Atleta           | Evento       | Batteria  | Batteria   | Quarti di finale | Quarti di finale | Semifinale      | Semifinale      | Finale          | Finale          |
| Atleta           | Evento       | Risultato | Classifica | Risultato        | Classifica       | Risultato       | Classifica      | Risultato       | Classifica      |
| ---------------- | ------------ | --------- | ---------- | ---------------- | ---------------- | --------------- | --------------- | --------------- | --------------- |
| Paul Brizzel     | 200 m piani  | 21"00     | 6º         | non qualificato  | non qualificato  | non qualificato | non qualificato | non qualificato | non qualificato |
| James Nolan      | 1500 m piani | 3'41"14   | 8º q       | N.D.             | N.D.             | 3'42"61         | 9º              | non qualificato | non qualificato |
| Mark Carroll     | 5000 m piani | 13'46"81  | 15º        | N.D.             | N.D.             | N.D.            | N.D.            | non qualificato | non qualificato |
| Alistair Cragg   | 5000 m piani | 13'23"01  | 7º q       | N.D.             | N.D.             | N.D.            | N.D.            | 13'43"06        | 12º             |
| Robert Heffernan | Marcia 20 km | N.D.      | N.D.       | N.D.             | N.D.             | N.D.            | N.D.            | dq              | -               |

Eventi sul campo
| Atleta         | Evento        | Qualificazioni | Qualificazioni | Finale          | Finale          |
| Atleta         | Evento        | Risultato      | Classifica     | Risultato       | Classifica      |
| -------------- | ------------- | -------------- | -------------- | --------------- | --------------- |
| Adrian O'Dwyer | Salto in alto | nm             | -              | non qualificato | non qualificato |

Femminile
Eventi su pista e strada
| Atleta            | Evento         | Batteria  | Batteria   | Semifinale      | Semifinale      | Finale          | Finale          |
| Atleta            | Evento         | Risultato | Classifica | Risultato       | Classifica      | Risultato       | Classifica      |
| ----------------- | -------------- | --------- | ---------- | --------------- | --------------- | --------------- | --------------- |
| Maria McCambridge | 5000 m piani   | 15'57"42  | 15ª        | N.D.            | N.D.            | non qualificata | non qualificata |
| Sonia O'Sullivan  | 5000 m piani   | 14'59"61  | 7ª q       | N.D.            | N.D.            | 16'20"90        | 14ª             |
| Marie Davenport   | 10000 m piani  | N.D.      | N.D.       | N.D.            | N.D.            | 31'50"49        | 14ª             |
| Derval O'Rourke   | 100 m ostacoli | 13"46     | 7ª         | non qualificata | non qualificata | non qualificata | non qualificata |
| Olive Loughnane   | Marcia 20 km   | N.D.      | N.D.       | N.D.            | N.D.            | dnf             | -               |

### Canoa/kayak
Slalom
| Atleta                | Evento              | Qualificazioni | Qualificazioni | Qualificazioni | Qualificazioni | Qualificazioni | Qualificazioni | Semifinale      | Semifinale      | Finale          | Finale          | Finale          | Finale          |
| Atleta                | Evento              | Discesa 1      | Pos.           | Discesa 2      | Pos.           | Totale         | Pos.           | Tempo           | Pos.            | Tempo           | Pos.            | Totale          | Pos.            |
| --------------------- | ------------------- | -------------- | -------------- | -------------- | -------------- | -------------- | -------------- | --------------- | --------------- | --------------- | --------------- | --------------- | --------------- |
| Eoin Rheinisch        | Slalom K1 maschile  | 105.28         | 21º            | 98.81          | 15º            | 204.06         | 21º            | non qualificato | non qualificato | non qualificato | non qualificato | non qualificato | non qualificato |
| Eadaoin Ní Challarain | Slalom K1 femminile | 121.42         | 15ª            | 119.33         | 16ª            | 240.75         | 15ª Q          | 116.95          | 11ª             | non qualificata | non qualificata | non qualificata | non qualificata |

### Canottaggio
| FA   | Qualificato in finale A (per le medaglie)     |
| FB   | Qualificato in finale B (non per le medaglie) |
| FC   | Qualificato in finale C (non per le medaglie) |
| FD   | Qualificato in finale D (non per le medaglie) |
| FE   | Qualificato in finale E (non per le medaglie) |
| FF   | Qualificato in finale F (non per le medaglie) |
| SA/B | Semifinali A/B                                |
| SC/D | Semifinali C/D                                |
| SE/F | Semifinali E/F                                |
| QF   | Qualificato ai quarti di finale               |
| R    | Ripescaggio                                   |

Maschile
| Atleta                                                      | Evento               | Batteria | Batteria  | Ripescaggio | Ripescaggio | Semifinali | Semifinali | Finale  | Finale    |
| Atleta                                                      | Evento               | Tempo    | Posizione | Tempo       | Posizione   | Tempo      | Posizione  | Tempo   | Posizione |
| ----------------------------------------------------------- | -------------------- | -------- | --------- | ----------- | ----------- | ---------- | ---------- | ------- | --------- |
| Sam Lynch Gearoid Towey                                     | 2 di coppia          | 6'16"63  | 1ª SA/B   | Bye         | Bye         | 6'19"09    | 4ª FB      | 6'49"26 | 10ª       |
| Richard Archibald Eugene Coakley Niall O'Toole Paul Griffin | 4 senza pesi leggeri | 5'52"54  | 2ª SA/B   | Bye         | Bye         | 5'58"89    | 3ª FA      | 6'09"33 | 6ª        |

### Ciclismo

#### Strada
Maschile
| Atleta       | Evento         | Tempo    | Classifica |
| ------------ | -------------- | -------- | ---------- |
| Ciarán Power | Corsa in linea | 5h41'56" | 13º        |
| Mark Scanlon | Corsa in linea | dnf      | -          |

#### Mountain bike
Maschile
| Atleta        | Evento        | Tempo    | Classifica |
| ------------- | ------------- | -------- | ---------- |
| Robin Seymour | Cross country | 2h28'32" | 30º        |

Femminile
| Atleta         | Evento        | Tempo             | Classifica |
| -------------- | ------------- | ----------------- | ---------- |
| Jenny McCauley | Cross country | Doppiata (1 giro) | 30ª        |

### Equitazione
Dressage
| Atleta         | Cavallo   | Evento      | Grand Prix | Grand Prix | Grand Prix Special | Grand Prix Special | Grand Prix Freestyle | Grand Prix Freestyle | Totale          | Totale          |
| Atleta         | Cavallo   | Evento      | Punteggio  | Classifica | Punteggio          | Classifica         | Punteggio            | Classifica           | Punteggio       | Classifica      |
| -------------- | --------- | ----------- | ---------- | ---------- | ------------------ | ------------------ | -------------------- | -------------------- | --------------- | --------------- |
| Heike Holstein | Welt Adel | Individuale | 60.417     | 50ª        | non qualificata    | non qualificata    | non qualificata      | non qualificata      | non qualificata | non qualificata |

Concorso completo
| Edmond Gibney                                                     | King's Highway                                                                     | Individuale | 68.00  | 64º | 80.60 | 148.60 | 65º  | 4.00  | 152.60 | 62º    | non qualificato | non qualificato | non qualificato | 152.60 | 62º |
| Niall Griffin                                                     | Sinead Cody                                                                        | Individuale | 58.40  | 40º | 4.80  | 63.20  | 30º  | 10.00 | 73.20  | 30º Q  | 10.00           | 83.20           | 23º             | 83.20  | 23º |
| Sasha Harrison                                                    | All Love du Fenaud                                                                 | Individuale | 52.80  | 31ª | 41.60 | 94.40  | 56ª  | 8.00  | 102.40 | 49ª    | non qualificata | non qualificata | non qualificata | 102.40 | 49ª |
| Mark Kyle                                                         | Drunken Disorderly                                                                 | Individuale | 63.00  | 50º | 0.00  | 63.00  | =28º | 4.00  | 67.00  | =23º Q | 8.00            | 75.00           | 21º             | 75.00  | 21º |
| Susan Shortt                                                      | Just Beauty Queen                                                                  | Individuale | 58.80  | 41ª | 6.00  | 64.80  | 32ª  | 12.00 | 76.80  | 32ª    | non qualificata | non qualificata | non qualificata | 76.80  | 32ª |
| Edmond Gibney Niall Griffin Sasha Harrison Mark Kyle Susan Shortt | King's Highway Sinead Cody All Love du Fenaud Drunken Disorderly Just Beauty Queen | A squadre   | 170.00 | 9ª  | 10.80 | 191.00 | 7ª   | 16.00 | 217.00 | 8ª     | N.D.            | N.D.            | N.D.            | 217.00 | 8ª  |

Salto ostacoli
| Atleta                                                     | Cavallo                                                     | Evento      | Qualificazioni | Qualificazioni | Qualificazioni | Qualificazioni | Qualificazioni | Qualificazioni  | Qualificazioni  | Qualificazioni  | Finale          | Finale          | Finale          | Finale          | Finale          | Totale          | Totale          |
| Atleta                                                     | Cavallo                                                     | Evento      | Round 1        | Round 1        | Round 2        | Round 2        | Round 2        | Round 3         | Round 3         | Round 3         | Round A         | Round A         | Round B         | Round B         | Round B         | Totale          | Totale          |
| Atleta                                                     | Cavallo                                                     | Evento      | Penalità       | Classifica     | Penalità       | Totale         | Classifica     | Penalità        | Totale          | Classifica      | Penalità        | Classifica      | Penalità        | Totale          | Classifica      | Penalità        | Classifica      |
| ---------------------------------------------------------- | ----------------------------------------------------------- | ----------- | -------------- | -------------- | -------------- | -------------- | -------------- | --------------- | --------------- | --------------- | --------------- | --------------- | --------------- | --------------- | --------------- | --------------- | --------------- |
| Kevin Babington                                            | Carling King                                                | Individuale | 2              | 17º            | 1              | 3              | 4º Q           | 5               | 8               | =5º Q           | 8               | =12º Q          | 4               | 12              | =5º             | 12              | =4º             |
| Marion Hughes                                              | Fortunus                                                    | Individuale | 6              | =42ª           | r              | r              | r              | non qualificata | non qualificata | non qualificata | non qualificata | non qualificata | non qualificata | non qualificata | non qualificata | non qualificata | non qualificata |
| Jessica Kürten                                             | Castle Forbes Maike                                         | Individuale | 4              | =19ª           | 9              | 13             | =33ª Q         | 0               | 13              | 17ª Q           | 0               | =1ª Q           | 21              | 21              | =19ª            | 21              | =19ª            |
| Cian O'Connor                                              | Waterford Crystal                                           | Individuale | 1              | =11º           | 12             | 13             | =33º Q         | 9               | 22              | 36º Q           | 4               | =4º Q           | 0               | 4               | 1º              | 4               | dq              |
| Kevin Babington Marion Hughes Jessica Kürten Cian O'Connor | Carling King Fortunus Castle Forbes Maike Waterford Crystal | A squadre   | N.D.           | N.D.           | N.D.           | N.D.           | N.D.           | N.D.            | N.D.            | N.D.            | 22              | 10ª Q           | 14              | 36              | 7ª              | 36              | dq              |

### Nuoto
Maschile
| Atleta             | Evento     | Batteria  | Batteria   | Semifinale      | Semifinale      | Finale          | Finale          |
| Atleta             | Evento     | Risultato | Classifica | Risultato       | Classifica      | Risultato       | Classifica      |
| ------------------ | ---------- | --------- | ---------- | --------------- | --------------- | --------------- | --------------- |
| Michael Williamson | 200 m rana | 2'15"75   | 22º        | non qualificato | non qualificato | non qualificato | non qualificato |

Femminile
| Atleta        | Evento     | Batteria  | Batteria   | Semifinale      | Semifinale      | Finale          | Finale          |
| Atleta        | Evento     | Risultato | Classifica | Risultato       | Classifica      | Risultato       | Classifica      |
| ------------- | ---------- | --------- | ---------- | --------------- | --------------- | --------------- | --------------- |
| Emma Robinson | 100 m rana | 1'11"40   | 24ª        | non qualificata | non qualificata | non qualificata | non qualificata |

### Pugilato
Maschile
| Atleta   | Evento    | Sedicesimi di finale | Ottavi di finale       | Quarti di finale     | Semifinali           | Finale               | Finale          |
| Atleta   | Evento    | Avversario Risultato | Avversario Risultato   | Avversario Risultato | Avversario Risultato | Avversario Risultato | Classifica      |
| -------- | --------- | -------------------- | ---------------------- | -------------------- | -------------------- | -------------------- | --------------- |
| Andy Lee | Pesi medi | Angulo (MEX) V 38–23 | N'Jikam (CMR) P 27–27+ | non qualificato      | non qualificato      | non qualificato      | non qualificato |

### Tiro a segno/volo
Maschile
| Atleta        | Evento | Qualificazioni | Qualificazioni | Finale          | Finale          |
| Atleta        | Evento | Punti          | Classifica     | Punti           | Classifica      |
| ------------- | ------ | -------------- | -------------- | --------------- | --------------- |
| Derek Burnett | Trap   | 119            | 9º             | non qualificato | non qualificato |

### Vela
Maschile
| Atleta                         | Evento | Regata | Regata | Regata | Regata | Regata | Regata | Regata | Regata | Regata | Regata | Regata | Punteggio netto | Classifica finale |
| Atleta                         | Evento | 1      | 2      | 3      | 4      | 5      | 6      | 7      | 8      | 9      | 10     | M*     | Punteggio netto | Classifica finale |
| ------------------------------ | ------ | ------ | ------ | ------ | ------ | ------ | ------ | ------ | ------ | ------ | ------ | ------ | --------------- | ----------------- |
| David Burrows                  | Finn   | 17     | 14     | 9      | 3      | 18     | 2      | OCS    | 10     | 11     | 10     | 22     | 116             | 12º               |
| Ross Killian Ger Owens         | 470    | 11     | 14     | 16     | 14     | 14     | 14     | 19     | 16     | 4      | 16     | 10     | 129             | 16º               |
| Killian Collins Mark Mansfield | Star   | 11     | 15     | 11     | 13     | 13     | 15     | 17     | 9      | 10     | 13     | 15     | 125             | 17º               |

Femminile
| Atleta        | Evento | Regata | Regata | Regata | Regata | Regata | Regata | Regata | Regata | Regata | Regata | Regata | Punteggio netto | Classifica finale |
| Atleta        | Evento | 1      | 2      | 3      | 4      | 5      | 6      | 7      | 8      | 9      | 10     | M*     | Punteggio netto | Classifica finale |
| ------------- | ------ | ------ | ------ | ------ | ------ | ------ | ------ | ------ | ------ | ------ | ------ | ------ | --------------- | ----------------- |
| Maria Coleman | Europa | 18     | 12     | 12     | 20     | 18     | 15     | 22     | 19     | 19     | 13     | 1      | 147             | 18ª               |

Misto
| Atleta                       | Evento | Regata | Regata | Regata | Regata | Regata | Regata | Regata | Regata | Regata | Regata | Regata | Regata | Regata | Regata | Regata | Regata | Punteggio netto | Classifica finale |
| Atleta                       | Evento | 1      | 2      | 3      | 4      | 5      | 6      | 7      | 8      | 9      | 10     | 11     | 12     | 13     | 14     | 15     | M*     | Punteggio netto | Classifica finale |
| ---------------------------- | ------ | ------ | ------ | ------ | ------ | ------ | ------ | ------ | ------ | ------ | ------ | ------ | ------ | ------ | ------ | ------ | ------ | --------------- | ----------------- |
| Rory Fitzpatrick             | Laser  | 33     | 26     | 38     | 31     | 26     | 22     | 27     | 26     | 24     | 11     | N.D.   | N.D.   | N.D.   | N.D.   | N.D.   | 22     | 248             | 30º               |
| Fraser Brown Tom Fitzpatrick | 49er   | 10     | 16     | 10     | 4      | 12     | 5      | 17     | 2      | 17     | 16     | 14     | 14     | dq     | 7      | 13     | 12     | 152             | 16º               |